# The Other F Word
A The Other F Word egy amerikai dokumentumfilm, amelyet 2011-ben
mutattak be. A film középpontjában olyan punk-rock zenészek állnak, akik az apaságról, a család és a zenész életmód összeegyeztetéséről, esetleg összeegyeztethetetlenségéről, saját gyerekkorukról, zenésszé válásukról beszélnek.

## Cselekmény
|  | Alább a cselekmény részletei következnek! |

A film különböző f betűvel kezdődő szavak, fogalmak köré, például apaság (faterhood), koncentrálás az első számú feladatra (focusing on the job at hand), gondoskodás a megélhetésről (putting food on the table) csoportosítja az interjúalanyok által elmondottakat. A film címe – szabad magyar fordításban: A másik f betűs szó – a punkszámok szövegeiben sűrűn előforduló trágár szóra (fuck) utal.
A zenészek a filmben elmesélik, hogyan váltak punkká, és később miként élték meg, ahogy beleöregedtek a társadalomba, és az általuk elutasított rendszer részévé váltak. Beszélnek a lemezkiadás, a koncertezés nehézségéről, a turnékról, és arról, hogyan próbálják nevelni gyerekeiket a folyamatos utazás, fellépés dacára.
A film egyik központi szereplője Jim Lindberg, a Pennywise énekese, akit a forgatócsoport elkísér több mint féléves világ körüli turnéjára. Lindberg a film végén kilép együtteséből, hogy több időt tölthessen három lányával.
|  | Itt a vége a cselekmény részletezésének! |

## Szereplők
A filmben feltűnik mások mellett Tony Cadena (The Adolescents), Art Alexakis (Everclear), Rob Chaos (Total Chaos), Joe Escalante (The Vandals), Fat Mike (Nofx), Flea (Red Hot Chili Peppers), Lars Frederiksen (Rancid), Brett Gurewitz (Bad Religion), Tony Hawk (Pro Skater), Mark Hoppus (blink-182), Jim Lindberg (Pennywise), Tim McIlrath (Rise Against), 
Mark Mothersbaugh (Devo), Ron Reyes (Black Flag).

## Hasonló dokumentumfilmek
- American Hardcore
- End of the Century